# 埃库兰迪亚
埃库兰迪亚是巴西圣保罗州的一个市镇。总面积365.136平方公里，总人口8573人，人口密度23.5人/平方公里。